# Amba (sås)

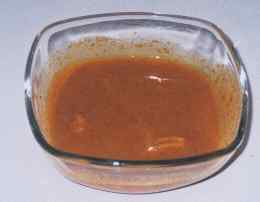
glasskål med amba

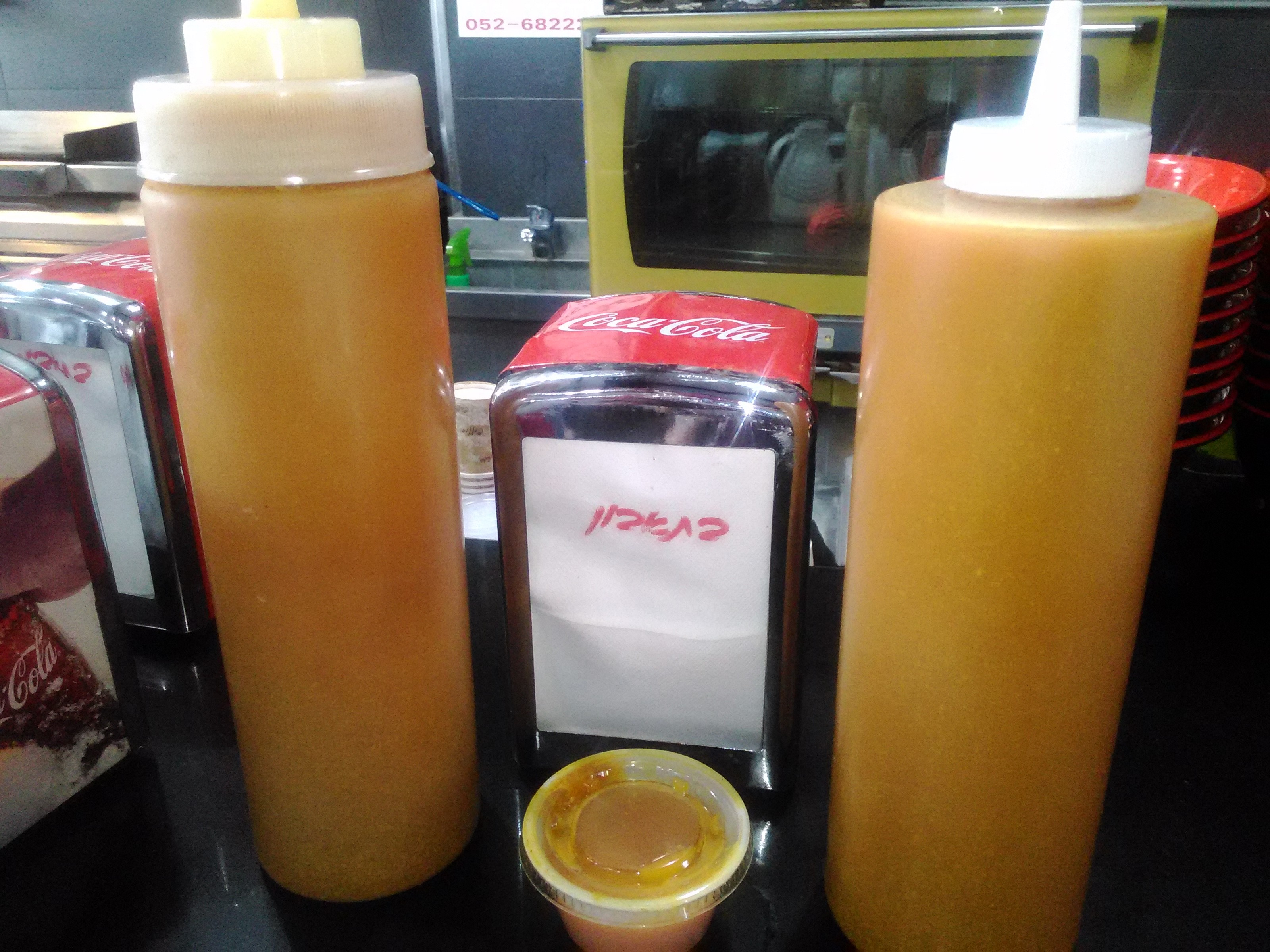
amba på en restaurang i Israel

Amba (arabiska: عمبة, hebreiska: עמבה) är en kryddig och ofta fermenterad mangosås populär i Mellanöstern. Såsen är särskilt vanligt inom irakisk och israelisk matlagning, men den har också ett starkt fäste i Indien. 

## Etymologi
Namnet “amba” kommer via arabiskan från det marathiska ordet āmbā (आंबा), vilket i sin tur härstammar från sanskrit आम्र (āmra , “mango”).

## Ingredienser och användning
Det finns olika varianter av amba, beroende på region. Den vanligaste basen består av inlagd grön mango, vinäger, salt, gurkmeja, chili och bockhornsklöver. Den indiska varianten använder vissa av dessa ingredienser tillsammans med senapsfrö. Den irakiska versionen innehåller ofta kokta rovor, morötter och potatis, samt ibland persikor, zucchini, okra, paprika (ej grön), korianderfrö och currypulver. Detta ger såsen mer bitar, till skillnad från andra versioner som är slätare.

## Historia
Ursprunget till amba kan möjligen spåras till en salt mango chutney. Under 1800-talet började judiska handelsmän från Bagdad, Irak, flytta till den sydliga hamnstaden Basra, varifrån de inledde handel med Sydasien. Dessa handlare exporterade lokala varor som dadlar och arabiska hästar, samtidigt som de importerade olika kryddor och tyger från Indien. Så småningom slog sig några av dessa handelsfamiljer ner i indiska städer som Bombay, Pune och Calcutta. Enligt legenden utvecklades amba av medlemmar i en av dessa familjer – familjen Sassoon i Bombay – som skickade mango till Basra i tunnor fyllda med vinäger.  Innan kylskåp fanns var inläggning ett vanligt och värdefullt sätt att bevara livsmedel som frukt och grönsaker.
Från Basra nådde mangofrukterna Bagdads judiska marknad – känd som Souk Hennouni – och den närliggande Shorja-marknaden. På Abu El Saad-gatan i Souk Hennouni brukade försäljare ta mangon ur de stora tunnorna och överföra den till mindre kärl, där den sedan spädde ut och blandades med kryddor. I sin enklaste form, som fyllning i en smörgås, var amba den perfekta irakiska gatumaten. En rejäl portion amba i ett varmt samoon-bröd gav en mättande måltid.

## Popularitet och användning
Förutom i ursprungsländerna Indien och Irak, är amban populär i västra delen av den arabiska halvön, där den säljs i på burk eller kilovis. I Hijaz-regionen äts den ofta med bröd som en del av nawashef (ett koncept av plockmat bestående av små rätter med olika typer av ost, ägg, pickles, ful medames (stuvade bondbönor), falafel, mutabbag, inälvsmat och ris ).
Amba fördes till Israel av irakiska judar på 1950-talet, där den började serveras till frukost under shabbes. 
Sedan dess har amba blivit mycket populär i både Israel och Palestina . Kryddan återfinns i både sefardisk och mizrahisk matlagning, och är i dag är det en av de vanligaste kryddorna i Israel. Man hittar den ofta som smaksättning i smörgåsar eller topping till hummus och andra meze-rätter.
Amba serveras ofta som sås till shawarma och falafel, och kanske främst till rätten sabikh.. Den är också en valfri topping till rätter som meorav yerushalmi (jerusalemsk grilltallrik)), kebab och sallader.
Andra irakiska emigranter, bland annat assyrier och kaldéer, tog även de med sig amba till sitt nya hem i USA. 